# مخيم بامباسي للاجئين
مخيم بامباسي للاجئين هو مخيمٌ للاجئين في إثيوبيا.

## خلفية
تأسس هذه المخيم بين عامي 2011 و2012 لاستضافة اللاجئين بشكلٍ أساسي من السودان وجنوب السودان المجاورين. كان التأسيس شراكةً بين إدارة شؤون اللاجئين والعائدين (ARRA)، ومنظمة الهجرة الدولية والمفوضية السامية للأمم المتحدة لشؤون اللاجئين.

## موقع
يقع هذا المخيم في منطقة أسوسا ضمن بنيشنقول-قماز شمال غرب إثيوبيا.

## التركيبة السكانية

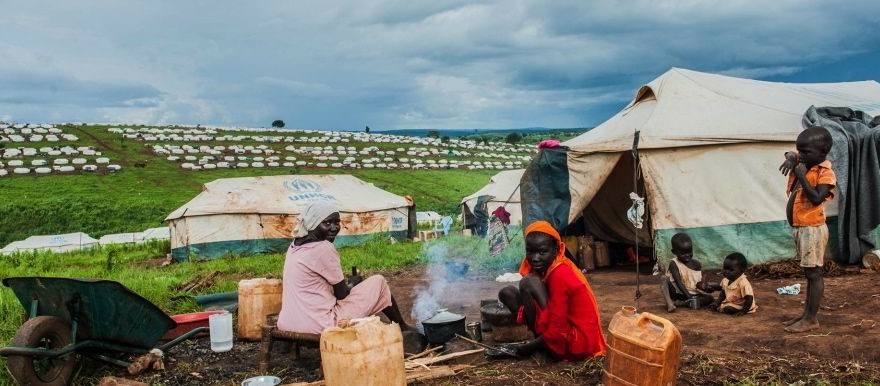
لاجئون في مخيم بامباسي للاجئين

وفقًا لملف المخيم الصادر عن المفوضية السامية للأمم المتحدة لشؤون اللاجئين في 31 يناير 2022، استضاف مخيم بامباسي للاجئين 19337 لاجئًا وطالب لجوء. وفي وقتٍ سابق، وفقًا لملف مخيم المفوضية السامية للأمم المتحدة لشؤون اللاجئين في نوفمبر/تشرين الثاني 2020، بلغ عدد السكان 18296، منهم 9147 من الذكور و9149 من الإناث. كانت الجنسيات الثلاث الأولى هي 18217 (99.57%) سودانيين، و34 (0.19%) جنوب سودانيين و19 (0.1%) من جمهورية الكونغو الديمقراطية.

## الأنشطة
- التعليم - يوجد برنامج تعليمي في مخيم بامباسي للاجئين كأحد الأنشطة التي تمولها اليونيسف في إثيوبيا.[4]
- الصحة - يشكل الاهتمام بالصحة طلبًا متزايدًا مع تزايد الإبلاغ عن الحالات الصحية في مخيم بامباسي للاجئين.[5]
- المهارات - توفير مهارات العمل الناعمة لدعم اللاجئين في بامباسي لتقليل التحدي.